# Завтура Світлана Анатоліївна
Світлана Анатоліївна Завту́ра (нар. 27 травня 1967, Миколаїв) — український живописець; член Миколаївської обласної організації Національної спілки художників України з 2000 року.

## З біографії
Народилася 27 травня 1967 року в місті Миколаєві (нині Україна). Закінчила Дитячу художню школу; 1987 року — Одеське художнє училище, де навчалася в Олени Кучинської, Миколи Голюшева. Здобула спеціальність викладача малюнку та креслення.
Мешкає у Миколаєві в будинку на вулиці Терасній, № 1А.

## Творчість
Працює у галузі станкового живопису, створює реалістичні романтичні натюрморти, портрети, пейзажі. Серед робіт:
- «Натюрморт із фазаном» (1993);
- «Вечір» (1994);
- «Білі піони» (1997);
- «Натюрморт із мушлями» (1997);
- «Стара дорога» (1998);
- «Вікно» (1998);
- «Ранок на Бузi» (1998);
- «Ольга» (1999);
- «Тумани» (2000);
- «Незакiнчений роман» (2002);
- «Повертаючись у минуле» (2009).

Бере участь в обласних, всеукраїнських, міжнародних мистецьких виставках з 1993 року. Персональні виставки відбулися у Миколаєві у 1999, 2000, 2002, 2003, 2004 роках.
Роботи зберігаються у приватних колекціях України, Ізраїлю, Росії, США, Франції.